# Bupleurum elatum
Il bupleuro delle Madonie (Bupleurum elatum Guss., 1827) è una pianta appartenente alla famiglia delle Apiacee (o Umbelliferae), endemica della Sicilia.

## Descrizione
È una pianta perenne emicriptofita scaposa, alta 80 – 150 cm. 

Ha un fusto robusto e legnoso lungo fino a 150 centimetri, coperto dai resti di foglie morte.

Le foglie sono lanceolate o subspatolate, con 7-9 nervature, larghe 4–7 mm e lunghe 50–90 mm. Le foglie basali sono disposte a rosetta attorno al gambo.

L'infiorescenza è un'ombrella composta da 6-14 raggi. Fiorisce usualmente tra luglio e agosto, per quanto la fioritura e la fruttificazione siano stati osservati raramente.

## Distribuzione e habitat
È un endemismo siculo del distretto madonita, con un areale ristretto a due stazioni (Vallata Reale, Colma Grande) entrambe nel territorio del comune di Isnello.
Cresce su rupi calcaree, in fenditure della roccia con scarso humus, esposte a venti umidi e freddi settentrionali, ad una altitudine compresa tra 700 e 900 m.

## Conservazione
La Lista rossa IUCN classifica Bupleurum elatum come specie in pericolo critico di estinzione (Critically Endangered).
Sopravvive con poche centinaia di esemplari in un'area molto ristretta (e difficilmente accessibile) ed ha una produzione di semi molto limitata, il che ne limita fortemente la riproduzione e la diffusione.